# 有屋田町
有屋田町（ありやだちょう）は、鹿児島県鹿児島市の町。旧薩摩国日置郡伊集院郷有屋田村、日置郡下伊集院村大字有屋田、日置郡郡山町大字有屋田。郵便番号は891-1107。人口は162人、世帯数は97世帯（2020年4月1日現在）。面積は1.9平方キロメートル。

## 地理
鹿児島市の北西端、神之川上流域に位置する。町域の北方には鹿児島市郡山岳町、南方には日置市伊集院町中川、日置市伊集院町麦生田、西方には日置市伊集院町上神殿、東方には鹿児島市西俣町がそれぞれ接している。
町域を南北に流れる神之川沿いに水田が開け、神之川に沿って鹿児島県道40号伊集院蒲生溝辺線が通っており、その付近に集落が多く所在する。
また、辺地に係る公共的施設の総合整備のための財政上の特別措置等に関する法律に基づき有屋田町の全域が「有屋田辺地」に指定されている。

### 河川
- 神之川

## 歴史

### 中世の有屋田村
有屋田という地名は室町時代より見え、薩摩国満家院のうちの名田名であった。有屋田を治めることとなった伊集院氏一族の麦生田義久の次男忠房は「有屋田氏」を名乗った。有屋田氏は慶長5年（1600年）に日向高岡郷（現在の宮崎県宮崎市高岡町）に移された。

### 近世の有屋田村
江戸時代には、薩摩国日置郡伊集院郷（外城）のうちであり、島津氏の直轄領となった。村高は「天保郷帳」では335石余、「郡村高辻帳」では335石余、「三州御治世要覧」では302石余、「旧高旧領取調帳」では289石余であった。石高は江戸時代中期には減少傾向にあったが、江戸時代中期から明治時代にかけて微減の傾向がみられ、大きな変化はなかったという。薩摩藩の門割制度における門として「伊集院由緒記」によれば宮田門、北門、吉村門、徳永門の4つが存在していた。
明治時代初期の「鹿児島県地誌」によれば有屋田村の人口は244名であり、うち士族が59名、平民が185名であり、200人規模の小さな村であった。

### 町村制施行以後

下伊集院村における有屋田（紫色）の位置

1889年（明治22年）に町村制が施行されたのに伴い、伊集院郷の北部の区域にあたる苗代川村、野田村、神之川村、宮田村、寺脇村、上神殿村、嶽村、下神殿村、桑畑村、麦生田村、有屋田村の区域を以て日置郡下伊集院村が成立した。それに伴ってそれまでの有屋田村は下伊集院村の大字「有屋田」となった。
1956年（昭和31年）9月30日には、町村合併促進法（昭和28年法律第258号）により下伊集院村が伊集院町、東市来町、日吉町及び郡山村にそれぞれ分割編入されることとなった。郡山村長と下伊集院村長が連名で鹿児島県知事に提出した「下伊集院村を廃し、郡山村に編入合併することについて・申請書」には、有屋田及び嶽は自然的、経済的、文化的、交通面的にも郡山村と同一環境にあり、1902年（明治35年）より郡山村に編入を希望していたこともあって、郡山村に編入する旨申請したと記載されている。
これにより分割編入が実施された当日に官報に掲載された総理府告示「 町村の廃置分合」（総理府告示803号）によって下伊集院村の大字有屋田は下伊集院村大字嶽（現在の郡山岳町）と共に郡山村に編入され、同日の官報に掲載された総理府告示「 村を町とする処分」（総理府告示804号）によって郡山村が即日町制施行し郡山町が成立した。編入に伴って大字有屋田は郡山町の大字となった。また、合併に伴ってそれまで下伊集院村立共進小学校（伊集院町麦生田、のちに統合し日置市立伊集院北小学校となる）に通学していた有屋田地区の小学生70名は、郡山町立郡山小学校（現在の鹿児島市立郡山小学校）に新年度を以て通学区域が変更されることとなった。
2004年（平成16年）11月1日に郡山町が吉田町、松元町、喜入町、桜島町と共に鹿児島市に編入された。合併に際して設置された法定合併協議会である鹿児島地区合併協議会における協議によって、郡山町の区域の大字については「字の区域を廃止し、当該廃止された字の区域に相当する区域により新たに町の区域を設定し、その名称については表示案に基づき、各町の意向を尊重し合併までに調整するものとする」と協定された。
前述の協定に基づいて、合併前の10月26日に鹿児島県の告示である「 町の区域の設定及び字の廃止」が鹿児島県公報に掲載された。この告示の規定に基づき、それまでの大字有屋田は廃止され、大字有屋田の全域を以て新たに鹿児島市の町「有屋田町」が設置された。

## 人口
以下の表は国勢調査による小地域集計が開始された1995年以降の人口の推移である。
| 年                 | 人口 |
| ------------------ | ---- |
| 1995年（平成7年）  | 248  |
| 2000年（平成12年） | 222  |
| 2005年（平成17年） | 205  |
| 2010年（平成22年） | 184  |
| 2015年（平成27年） | 174  |

## 文化財

### 市指定
- 有屋田の庚申供養三層塔（有形民俗文化財（風俗資料））[32][33]
慶長5年（1600年）に有屋田氏が高岡（現在の宮崎県宮崎市高岡地域）に移動した際に有屋田氏の墓地跡に建立された供養塔である[34]。

## 施設

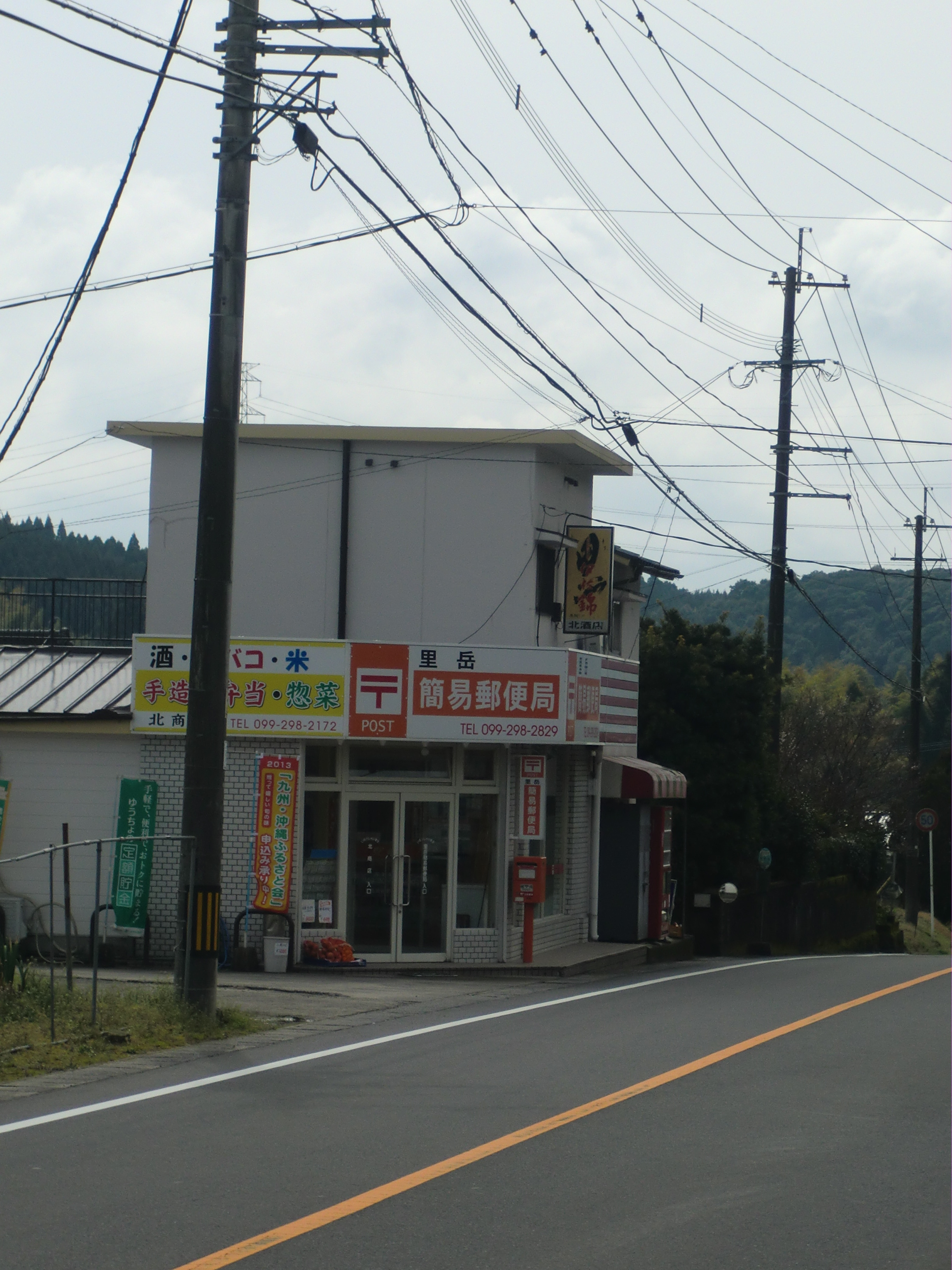
里岳簡易郵便局

### 郵便局
- 里岳簡易郵便局[35]

### 寺社
- 南方神社[36]
諏訪大社の末社であり、諏訪神社を島津氏が崇拝していたこともあり、その一族である伊集院氏が有屋田に勧請して建立したとされている[36]。天文11年（1542年）創建とされる[37]。

## 小・中学校の学区
市立小・中学校に通う場合、学区（校区）は以下の通りとなる。
| 町丁     | 番・番地 | 小学校               | 中学校               |
| -------- | -------- | -------------------- | -------------------- |
| 有屋田町 | 全域     | 鹿児島市立郡山小学校 | 鹿児島市立郡山中学校 |

## 交通

### 道路
主要地方道
- 鹿児島県道40号伊集院蒲生溝辺線

一般県道
- 鹿児島県道309号山田湯之元停車場線

### バス
- 鹿児島交通
  - 57 鹿児島駅～伊集院～串木野
    - 有屋田 - 有屋田下 - 石ヶ丸 - 宇田
- 鹿児島市コミュニティバス（あいばす、西俣・中心部コース）[39]
  - （月・水・金運行）
    - 有屋田 - 有屋田下 - 石ヶ丸 - 宇田 - 神之川温泉

## 参考資料
1. ↑  “日本 町字マスター データセット”.  デジタル庁 (2022年3月31日). 2022年4月29日閲覧。
2. ↑  “自動車登録関係コード検索システム”.   国土交通省. 2021年4月26日閲覧。
3. ↑  “鹿児島市の町名”.   鹿児島市. 2020年7月30日閲覧。
4. 1 2  郡山郷土史編纂委員会 2006, p. 436-437.
5. 1 2 3  平成16年鹿児島県告示第1775号（町の区域の設定及び字の廃止、 原文）
6. ↑  “鹿児島県鹿児島市有屋田町の郵便番号”.   日本郵便. 2025年1月12日閲覧。
7. ↑  “年齢（5歳階級）別・町丁別住民基本台帳人口（平成27～令和2年度）”.   鹿児島市 (2020年4月1日). 2020年5月8日閲覧。
8. ↑  “総合整備計画書（鹿児島県鹿児島市有屋田辺地）”.   鹿児島市. 2021年4月16日閲覧。
9. 1 2 3 4 5 6  芳即正 & 五味克夫 1998, p. 334.
10. ↑  角川日本地名大辞典編纂委員会 1983, p. 1060.
11. ↑  “辺地に係る総合整備計画”.   鹿児島市. 2021年4月12日閲覧。
12. 1 2  郡山郷土史編纂委員会 2006, p. 12.
13. 1 2 3 4 5 6  角川日本地名大辞典編纂委員会 1983, p. 80.
14. ↑  郡山郷土史編纂委員会 2006, p. 332.
15. ↑  郡山郷土史編纂委員会 2006, p. 341.
16. ↑  郡山郷土史編纂委員会 2006, p. 324.
17. ↑  郡山郷土史編纂委員会 2006, p. 325.
18. 1 2  角川日本地名大辞典編纂委員会 1983, p. 338.
19. ↑  南日本新聞 2015, p. 1178.
20. 1 2  郡山郷土史編纂委員会 2006, p. 412.
21. ↑  町村の廃置分合（昭和31年総理府告示第803号、『官報』昭和31年9月30日付号外第40号所収）
22. ↑  村を町とする処分（昭和31年総理府告示第804号、『官報』昭和31年9月30日付号外第40号）
23. ↑  郡山郷土史編纂委員会 2006, p. 705.
24. ↑  市町の廃置分合（平成16年総務省告示第591号、 原文）
25. ↑  “合併協定項目一覧”.   鹿児島市. 2020年10月29日閲覧。
26. ↑  “合併後の住所表示”.   鹿児島市. 2020年10月29日閲覧。
27. ↑  “国勢調査 / 平成７年国勢調査　小地域集計 / 小地域集計 46鹿児島県”.   総務省統計局. 2021年1月31日閲覧。
28. ↑  “国勢調査 / 平成12年国勢調査 / 小地域集計 46鹿児島県”.   総務省統計局. 2021年1月31日閲覧。
29. ↑  “国勢調査 / 平成17年国勢調査 / 小地域集計 46鹿児島県”.   総務省統計局. 2021年1月31日閲覧。
30. ↑  “国勢調査 / 平成22年国勢調査 / 小地域集計 46鹿児島県”.   総務省統計局. 2021年1月31日閲覧。
31. ↑  “国勢調査 / 平成27年国勢調査 / 小地域集計 46鹿児島県”.   総務省統計局. 2021年1月31日閲覧。
32. ↑  鹿児島市 2020, p. 5.
33. ↑  南日本新聞 2015, p. 1068.
34. ↑  郡山郷土史編纂委員会 2006, p. 821.
35. ↑  “里岳簡易郵便局（鹿児島県）”.   日本郵便. 2021年3月20日閲覧。
36. 1 2  郡山郷土史編纂委員会 2006, p. 806.
37. ↑  芳即正 & 五味克夫 1998, p. 335.
38. ↑  “小・中学校の校区（学区）表”.   鹿児島市役所. 2020年9月26日閲覧。
39. ↑  “かごしま市コミュニティバス 10 あいばす（郡山地域）”.   鹿児島市. 2021年3月20日閲覧。